# Adenophora pinifolia
Adenophora pinifolia är en klockväxtart som beskrevs av Masao Kitagawa. Adenophora pinifolia ingår i släktet kragklockor, och familjen klockväxter. Inga underarter finns listade i Catalogue of Life.